# Championnats panaméricains de VTT
Les championnats panaméricains de VTT sont les championnats de vélo tout terrain réservés aux pays des Amériques. Ils se déroulent chaque année.
Actuellement quatre disciplines, le cross-country, la descente, le cross-country marathon et le cross-country éliminatoire ont leur championnat organisé.

## Lieux
| Année | Lieu       | Ville                             |
| ----- | ---------- | --------------------------------- |
| 1997  | Argentine  | Córdoba                           |
| 1998  | Mexique    | Toluca                            |
| 1999  | Colombie   | Manizales                         |
| 2000  | Porto Rico | Porto Rico                        |
| 2001  | Brésil     | Caxambu                           |
| 2002  | Chili      | Santiago                          |
| 2003  | Colombie   | Medellín                          |
| 2004  | Équateur   | Baños                             |
| 2005  | Mexique    | Aguascalientes                    |
| 2006  | Brésil     | Rio de Janeiro Balneário Camboriú |
| 2007  | Argentine  | Villa La Angostura                |
| 2008  | Venezuela  | San Juan de Los Morros            |
| 2009  | Chili      | Santiago                          |
| 2010  | Guatemala  | Guatemala                         |
| 2011  | Colombie   | Bogota                            |
| 2012  | Mexique    | Puebla                            |
| 2013  | Argentine  | San Miguel de Tucumán             |

| Année | Lieu                       | Ville                             |
| ----- | -------------------------- | --------------------------------- |
| 2014  | Brésil                     | Londrina                          |
| 2015  | Colombie                   | Cota                              |
| 2016  | Argentine Pérou            | Catamarca San Jeronimo Cusco      |
| 2017  | Colombie                   | Paipa                             |
| 2018  | Colombie                   | Pereira Manizales                 |
| 2019  | Mexique Argentine          | Aguascalientes Villa La Angostura |
| 2020  | Annulés                    |                                   |
| 2021  | Porto Rico Brésil          | Salinas Sapiranga                 |
| 2022  | Costa Rica Argentine       | Cartago Catamarca                 |
| 2023  | Brésil Colombie Pérou      | Congonhas Antioquia Cuzco         |
| 2024  | États-Unis Brésil Salvador | Midway Goianá La Libertad         |

## Cross-country

### Hommes
Élites
| Année | Or                  | Argent            | Bronze                 |
| 1997  | John Ramiro Arias   |                   |                        |
| 2007  | Geoff Kabush        | Seamus McGrath    | Todd Wells             |
| 2008  | Cristobal Silva     | Paolo Montoya     | Javier Puschel         |
| 2009  | Fabio Castañeda     | Sam Schultz       | Jeremy Horgan-Kobelsky |
| 2010  | Todd Wells          | Rubens Valeriano  | Max Plaxton            |
| 2011  | Leonardo Páez       | Jeremiah Bishop   | Todd Wells             |
| 2012  | Todd Wells          | Catriel Soto      | Rubens Valeriano       |
| 2013  | Fabio Castañeda     | Raphaël Gagné     | Henrique Avancini      |
| 2014  | Stephen Ettinger    | Fabio Castañeda   | Raphaël Gagné          |
| 2015  | Henrique Avancini   | Leonardo Páez     | Luis Mejía             |
| 2016  | Catriel Soto        | Henrique Avancini | Stephen Ettinger       |
| 2017  | Catriel Soto        | Henrique Avancini | Luiz Cocuzzi           |
| 2018  | Luiz Cocuzzi        | Carlos Herrera    | Catriel Soto           |
| 2019  | Raphaël Gagné       | Gerardo Ulloa     | Fabio Castañeda        |
| 2021  | Gerardo Ulloa       | Jhonnatan Botero  | Catriel Soto           |
| 2022  | Henrique Avancini   | Gerardo Ulloa     | Fernando Contreras     |
| 2023  | Gerardo Ulloa       | Gunnar Holmgren   | Fernando Contreras     |
| 2024  | Christopher Blevins | Adair Prieto      | Gunnar Holmgren        |

Moins de 23 ans
| Année | Or                  | Argent                  | Bronze                |
| 1997  | Eduardo Medina      |                         |                       |
| 2008  | Sam Jurekovic       | Darío Gasco             | Neil Kindree          |
| 2009  | Catriel Soto        | Camilo Castiblanco      | Darío Gasco           |
| 2010  | Sherman Paiva       | Henrique Avancini       | Rob Squire            |
| 2011  | Jaime Chía          | Diyer Rincón            | Stephen Ettinger      |
| 2012  | Russell Finsterwald | Diyer Rincón            | Kerry Werner          |
| 2013  | Jhonnatan Botero    | José González Merchán   | Luiz Cocuzzi          |
| 2014  | Jhonnatan Botero    | Luiz Cocuzzi            | Antoine Caron         |
| 2015  | Howard Grotts       | Hilvar Malaver          | Keegan Swenson        |
| 2016  | Brandon Rivera      | Gerardo Ulloa           | Diego Solano          |
| 2017  | Gerardo Ulloa       | Jose Marques de Almeida | Santiago Mesa         |
| 2018  | Gerardo Ulloa       | Jhon Garzón             | Willian Tobay         |
| 2019  | Christopher Blevins | Martín Vidaurre         | Fernando Contreras    |
| 2021  | Martín Vidaurre     | Esteban Herrera         | Angel Barron          |
| 2022  | Martín Vidaurre     | Alex Malacarne          | Gustavo de Oliveira   |
| 2023  | Alex Malacarne      | Gustavo de Oliveira     | Iván Aguilar Villegas |
| 2024  | Riley Amos          | Brayden Johnson         | Carson Beard          |

Juniors
| Année | Or                  | Argent              | Bronze                  |
| 1997  | Gabriel Blanco      | Carlos Trujillo     |                         |
| 2009  | Carlos Morán        | Mauricio Foronda    | Nicolás Prudencio       |
| 2010  | Jhonnatan Botero    | Carlos Morán        | Andrey Fonseca          |
| 2011  | Andrey Fonseca      | Miguel Londoño      | Hilmar Malaver          |
| 2012  | José Tito Hernández | Keegan Swenson      | Luis Camacho            |
| 2013  | Wldy Sandoval       | Brandon Rivera      | Gerardo Ulloa           |
| 2014  | Gerardo Ulloa       | Brandon Rivera      | Egan Bernal             |
| 2015  | Egan Bernal         | Wilson Peña         | Jhon Garzón             |
| 2016  | Wilson Peña         | Jhon Garzón         | Kevin Rivera            |
| 2017  | Martín Vidaurre     | Cristian Aranzazu   | Juan Pablo Zapata       |
| 2018  | Martín Vidaurre     | Agustín Durán       | Jesús Peña              |
| 2019  | Adair Gutierrez     | Riley Amos          | Gustavo de Oliveira     |
| 2021  | Camilo Gomez        | David Rico          | Daniel Ibáñez           |
| 2022  | Hugo Rodriguez      | Facundo Cayata      | Matias Gonzalez         |
| 2023  | Vinicius Howe       | Antonio Gómez Ortiz | Angel Hernandez Cerrada |
| 2024  | Nicholas Konecny    | Henrique Ribeiro    | Félix-Antoine Leclair   |

### Femmes
Élites
| Année | Or                 | Argent                 | Bronze               |
| 1997  | Adriana Nascimento | Flor Marina Delgadillo |                      |
| 2012  | Daniela Campuzano  |                        |                      |
| 2013  | Mary McConneloug   | Mikaela Kofman         | Laura Abril Restrepo |
| 2014  | Daniela Campuzano  | Mikaela Kofman         | Mary McConneloug     |
| 2015  | Daniela Campuzano  | Erin Huck              | Chloe Woodruff       |
| 2016  | Daniela Campuzano  | Raiza Goulão           | Chloe Woodruff       |
| 2017  | Erin Huck          | Daniela Campuzano      | Agustina Apaza       |
| 2018  | Raiza Goulão       | Chloe Woodruff         | Daniela Campuzano    |
| 2019  | Kate Courtney      | Erin Huck              | Daniela Campuzano    |
| 2021  | Daniela Campuzano  | Sofía Gómez Villafañe  | Kelsey Urban         |
| 2022  | Daniela Campuzano  | Agustina Apaza         | Kelsey Urban         |
| 2023  | Kate Courtney      | Kelsey Urban           | Raiza Goulão         |
| 2024  | Haley Batten       | Kate Courtney          | Sandra Walter        |

Moins de 23 ans
| Année | Or                          | Argent                      | Bronze                  |
| 2013  | Raiza Goulão (BRE)          | Inez Gutiérrez Ortega (ARG) | Frederique Trudel (CAN) |
| 2014  | Inez Gutiérrez Ortega (ARG) | Xiomara Guerrero (COL)      | Frederique Trudel (CAN) |
| 2015  | Kate Courtney               | Michela Molina              | Haley Smith             |
| 2016  | Yossiana Quintero           | Fiorella Bosch              | Gigliola Monichi        |
| 2017  | Luciana Roland              | Leidy Johana Mera           | Monica Vega             |
| 2018  | Leidy Johana Mera           | Ana Roa                     | Monserrath Rodríguez    |
| 2019  | Haley Batten                | Monserrath Rodríguez        | Ana Roa                 |
| 2021  | Savilia Blunk               | Madigan Munro               | Catalina Vidaurre       |
| 2022  | Angie Lara                  | Maria Flores                | Giuliana Salvini        |
| 2023  | María Flores García         | Jocelyn Stel                | Sofia Waite             |
| 2024  | Madigan Munro               | Ella MacPhee                | Bailey Ciotta           |

Juniors
| Année | Or                      | Argent                     | Bronze                        |
| 1997  | Claudia Pizarro         | Carolina Arredondo         |                               |
| 2013  | Kate Courtney (USA)     | Irene Lizbeth Flores (MEX) | Valeria Garcia (COL)          |
| 2014  | Leidy Mera (COL)        | Gigliolla Monichi (CHL)    | Jaqueline Leal de Borda (BRE) |
| 2015  | Ksenia Lepikhina        | Maria Arevalo              | Maria Delgado                 |
| 2016  | Natalia Rojas           | Julieta Sainz              | Maria Segura                  |
| 2017  | Monserrath Rodríguez    | Julieta Sainz              | Fatima Hijar                  |
| 2018  | Fatima Hijar            | Angie Lara                 | Catalina Vidaurre             |
| 2019  | Natalia Torres          | Catalina Vidaurre          | Valentina Garces              |
| 2021  | Ruth Holcomb            | Lauren Aggeler             | Mia Aseltine                  |
| 2022  | Yosselin Morales        | Amalia Medina              | Andrea Cerda                  |
| 2023  | Marin Lowe              | Amalia Medina Fernández    | Cynthia Martin González       |
| 2024  | Vida Lopez De San Roman | Florencia Monsalvez Rojo   | Alice Hoskins                 |

### Relais mixte
| Année | Or | Argent | Bronze |
| 2010  | Colombie Jhonnatan Botero Fabio Castañeda Holman Vanegas Laura Abril                                   | Mexique Carlos Morán Rafael Salazar Emmanuel Valencia Lorenza Morfin                                                                     | Argentine Antonio Capo Rodrigo Darnay Catriel Soto Noelia Rodríguez                                                         |
| 2011  | Colombie Jaime Chía Miguel Londoño Héctor Páez Laura Abril                                             | Argentine Germán Dorman Kevin Ingrata Catriel Soto Noelia Rodríguez                                                                      | Brésil Luiz Cocuzzi Sherman Paiva Ricardo Psheidt Roberta Stopa                                                             |
| 2015  | Colombie Jhon Garzón Brandon Rivera Laura Abril Fabio Castañeda                                        | États-Unis Stephen Ettinger Christopher Blevins Lea Davison Keegan Swenson                                                               | Venezuela Sandro Muñoz Liliana Uzcategui Víctor García Jonathan Mejías                                                      |
| 2016  | Colombie Jhon Garzón Brandon Rivera Yossiana Quintero Fabio Castañeda                                  | Brésil Jose Marques de Almeida Lucas Sirio Raiza Goulão Ricardo Pscheidt                                                                 | Argentine Luciano Martínez Agustina Apaza Marco Lettari Catriel Soto                                                        |
| 2017  | Mexique Gerardo Ulloa Rafael Escarcega Daniela Campuzano Monserrath Rodríguez Fernando Islas           | Argentine Gonzalo Artal Agustina Apaza Agustín Durán Luciana Roland Catriel Soto                                                         | Colombie Cristian Aranzazu Valeria García Santiago Mesa Angela Parra Juan Fernando Monroy                                   |
| 2018  | Colombie Tomas Martínez Daniel Felipe Díaz Laura Abril Leidy Mera Jhonnatan Botero                     | Costa Rica Jonathan Quesada Adriana Rojas Sebastián Brenes Cristel Espinoza Carlos Herrera                                               | Mexique Gerardo Ulloa Rafael Escarcega Ana Clark Monica Vega Brian García                                                   |
| 2019  | Mexique Gerardo Ulloa Amando Martinez Daniela Campuzano Monserrath Rodríguez Esteban Herrera           | États-Unis Christopher Blevins Riley Amos Erin Huck Haley Batten Luke Vrouwenvelder                                                      | Argentine Fernando Contreras Francisca Chiesa Santiago Chiesa Sofía Gómez Villafañe Catriel Soto                            |
| 2021  | États-Unis Russell Finsterwald Bradyn Lange Ruth Holcomb Ethan Villaneda Madigan Munro Savilia Blunk   | Chili Nicolas Delich Evelyn Muñoz Matias Urzua Sofia Mires Catalina Vidaurre Martin Vidaurre                                             | Costa Rica Steven Vargas Isabella Gómez Sebastián Brenes Marisol García Milagro Mena Carlos Herrera                         |
| 2022  | Mexique Gerardo Ulloa David Rico Angel Barron Daniela Campuzano Andrea Cerda Fatima Hijar              | Brésil Jose Marques de Almeida Jesus Moreira Alex Malacarne Leticia Soares Luiza Cocuzzi Marcela Lima                                    | Chili Nicolas Delich Cristopher Yaiba Martín Vidaurre Maria Castro Amalia Medina Catalina Vidaurre                          |
| 2023  | Canada Sandra Walter Carter Woods Gunnar Holmgren Jocelyn Stel Marin Lowe Maxime St-Onge               | Brésil Gustavo de Oliveira Otávio Queiroz de Souza Giuliana Salvini Morgen Gabriela Pereira Ferolla Raiza Goulão Jose Marques De Almeida | Mexique Gerardo Ulloa Iván Aguilar Villegas Daniela Campuzano María Flores García Cynthia Martin González Luciano Esquivias |
| 2024  | États-Unis Riley Amos Nicholas Konecny Haley Batten Elisabeth Knight Madigan Munro Christopher Blevins | Canada Noah Ramsay Félix-Antoine Leclair Sandra Walter Ella MacPhee Rafaëlle Carrier Leandre Bouchard                                    | Brésil Gustavo de Oliveira Henrique Ribeiro Giuliana Salvini Nina Carvalho Hercilia Ferreira Eiki Yamauchi Leoncio          |

## Short track

### Hommes
| Année | Or            | Argent              | Bronze          |
| 2021  | Gerardo Ulloa | Martín Vidaurre     | Patricio Farias |
| 2022  | Gerardo Ulloa | Henrique Avancini   | Martín Vidaurre |
| 2023  | Gerardo Ulloa | Martín Vidaurre     | Gunnar Holmgren |
| 2024  | Riley Amos    | Christopher Blevins | Gunnar Holmgren |

### Femmes
| Année | Or                | Argent                | Bronze            |
| 2021  | Kelsey Urban      | Sofía Gómez Villafañe | Daniela Campuzano |
| 2022  | Daniela Campuzano | Kelsey Urban          | Raiza Goulão      |
| 2023  | Kate Courtney     | Raiza Goulão          | Kelsey Urban      |
| 2024  | Haley Batten      | Kate Courtney         | Bailey Ciotta     |

## Cross-country éliminatoire

### Hommes
| Année | Or                   | Argent                        | Bronze                            |
| 2015  | Luiz Cocuzzi (BRE)   | Jonathan Mejías (VEN)         | Juan José Carrero (COL)           |
| 2016  | Ricky Morales        | Luciano Martínez              | Jonathan Mejías                   |
| 2017  | Santiago Mesa        | Daniel Castillo               | Christian Lascano                 |
| 2018  | Juan Fernando Monroy | Juliano Cocuzzi               | Edmilson Aquelino                 |
| 2019  | Jhon Garzón          | Emilio Azcona                 | Joel García Peña                  |
| 2021  | Jacob Morales        | Ricky Morales                 | Sebastian Miranda                 |
| 2022  | Sandro Muñoz         | Agustín Córdoba               | Daniel Castillo                   |
| 2023  | Mário Couto          | Nicolas Rafhael Romao Machado | Brandon Fernando Guerrero Velasco |
| 2024  | Carter Hall          | Daniel Castillo               | Erick Fierro                      |

### Femmes
| Année | Or               | Argent                    | Bronze                |
| 2015  | Xiomara Guerrero | Michela Molina            | Fernanda Castro       |
| 2016  | Noelia Rodriguez | Antonella Agustina Quiros | Michela Molina        |
| 2017  | Michela Molina   | Miryam Núñez              | Lady Carolina Vasallo |
| 2018  | Michela Molina   | Maria Castro              | Fatima Hijar          |
| 2019  | Fatima Hijar     | Miryam Núñez              | Yenifer Prieto        |
| 2021  | Kiara Marrero    | Fatima Hijar              | Michela Molina        |
| 2022  | Aline Simões     | Michela Molina            | Marcela Lima          |
| 2023  | Iara Caetano     | Marcela Lima              | Aline Simões          |
| 2024  | Iara Caetano     | Melissa Vargas            | Michela Molina        |

## Descente

### Hommes
Élites
| Année | Or                       | Argent                   | Bronze                   |
| 2003  | Markolf Erasmu Berchtold | Juan Franco Navarro      | Mario Jarrin             |
| 2004  | Markolf Erasmu Berchtold | Mario Jarrin             | Ramon Leiva              |
| 2008  | Markolf Erasmu Berchtold | Juan Franco Navarro      | Walace Henrique Miranda  |
| 2009  | Christopher Van Dine     | Markolf Erasmu Berchtold | Pedro Ferreira           |
| 2010  | Markolf Erasmu Berchtold | Marcelo Gutierrez        | Joey Schusler            |
| 2011  | Marcelo Gutierrez        | Mauricio Estrada         | Mario Jarrin             |
| 2012  | Marcelo Gutierrez        | Neko Mulally             | Mario Jarrin             |
| 2013  | Mauricio Acuna           | Rafael Gutierrez         | Marcelo Gutierrez        |
| 2014  | Marcelo Gutierrez        | Lucas Bertol             | Markolf Erasmu Berchtold |
| 2015  | Neko Mulally             | Marcelo Gutierrez        | Bernardo Neves           |
| 2016  | Roger Vieira             | Gustavo Ortiz            | Mauricio Acuna           |
| 2017  | Rafael Gutierrez         | Jeronimo Paez            | Steven Ceballos          |
| 2018  | Rafael Gutierrez         | Max Morgan               | Roger Vieira             |
| 2019  | Rafael Gutierrez         | Douglas Vieira           | Lucas Alves              |
| 2021  | Leonardo Becher          | Camilo Salazar Sanchez   | Gabriel Camargo          |
| 2022  | Neko Mulally             | Magnus Manson            | Tyler Ervin              |
| 2023  | Juan Muñoz               | Sebastian Holguin        | Felipe Agurto            |
| 2024  | Juan Muñoz               | Sebastian Holguin        | Tyler Ervin              |

### Femmes
Élites
| Année | Or                  | Argent                 | Bronze                       |
| 2003  | Diana Marggraff     | Brenda De La Roca      | Ana Ortiz                    |
| 2005  | Bernarditta Pizarro | Patricia Roxo Loureiro | Julia Lasso Eguiguren        |
| 2006  | Diana Marggraff     | Veronica Miranda       | Julia Lasso Eguiguren        |
| 2007  | Diana Marggraff     | Veronica Miranda       | Amelia Colasurdo             |
| 2008  | Diana Marggraff     | Veronica Miranda       | Katherine Rodriguez          |
| 2009  | Diana Marggraff     | Veronica Miranda       | Rachel Bauer                 |
| 2010  | Katie Holden        | Diana Dromundo         | Luana De Souza               |
| 2011  | Jacqueline Harmony  | Luana De Souza         | Mariana Salazar              |
| 2013  | Jacqueline Harmony  | Camilla Nogueira       | Bruna Ulrich                 |
| 2014  | Mariana Salazar     | Diana Marggraff        | Bruna Ulrich                 |
| 2015  | Mariana Salazar     | Diana Marggraff        | Camila Nogueira              |
| 2016  | Camila Nogueira     | Mariana Salazar        | Luana De Souza               |
| 2017  | Diana Dromundo      | Camila Nogueira        | Bruna Ulrich                 |
| 2018  | Mariana Salazar     | Bruna Ulrich           | Diana Dromundo               |
| 2019  | Camila Nogueira     | Andrea Anjari          | Andrea Farias                |
| 2021  | Mariana Salazar     | Bruna Ulrich           | Nara Faria                   |
| 2022  | Mariana Salazar     | Valentina Roa          | Rachel Pageau                |
| 2023  | Valentina Roa       | Mariana Salazar        | Christine Lewis              |
| 2024  | Valentina Roa       | Mariana Salazar        | Florencia Rodriguez Contardo |

## Marathon

### Hommes
| Année | Or                      | Argent                  | Bronze                  |
| 2014  | Luis Mejia (COL)        | Jonathan Carballo (CRC) | Paolo Montoya (CRC)     |
| 2016  | Paolo Montoya           | Robson Ferreira         | Alysson Serra           |
| 2020  | Luís Delgado            | Bruno Martins           | Jorge Macias            |
| 2022  | Bernardo Suaza          | Sherman Trezza          | Guilherme Müller        |
| 2023  | Juan Fernando Monroy    | Jhonnatan Botero        | Sebastián Gesche Antona |
| 2024  | Sebastián Gesche Antona | Jose Marques            | Bruno Martins           |

### Femmes
| Année | Or              | Argent                | Bronze                |
| 2016  | Angela Perra    | Johanna Cordova       | Gabriela Arias        |
| 2022  | Karen Olímpio   | Isabella Lacerda (pt) | Michela Molina        |
| 2023  | Monica Calderon | Michela Molina        | Juliana Mojica        |
| 2024  | Karen Olímpio   | Michela Molina        | Isabella Lacerda (pt) |

## 4-cross

### Hommes
Élites
| Année | Or                        | Argent               | Bronze             |
| 2012  | Mario Jarrin Molina (ECU) | Enrique Genova (CHL) | Carlos Teran (VEN) |

### Femmes
Élites
| Année | Or                    | Argent                         | Bronze                |
| 2012  | Diana Marggraff (ECU) | Veronica Miranda Fuentes (CHL) | Lorena Dromundo (MEX) |